# Руссо, Мишель (новокаледонскийский велогонщик)
Мишель Руссо (фр. Michel Rousseau; род. XX век) — новокаледонскийский шоссейный и трековый велогонщик.

## Карьера
В 1994 году в паре с будущим олимпийским чемпионом австралийцем Скоттом Макгрори стал третьим на 6-дневной гонке Шесть дней Нумеа, проводившемся в столице острова Новая Каледония.
В 1995 году на первом чемпионате Океании занял второе место в групповой гонке, который проходил в австралийском Таунсвилле.

## Достижения

### Шоссе
1995
 Чемпионат Океании — групповая гонка

### Трек
1994
3-й на Шесть дней Нумеа (со Скоттом Макгрори)